# Cantó de Le Moule-1
El cantó de Le Moule-1 és una divisió administrativa francesa situat al departament de Guadalupe a la regió de Guadalupe.

## Composició
El cantó comprèn part de la comuna de Le Moule.

## Administració
| Període                                  | Identitat                  | Partit        | Qualitat |
| ---------------------------------------- | -------------------------- | ------------- | -------- |
| 2004-                                    | Germaine Guizonne-Lacréole | Divers gauche |          |
| Les dades anteriors no són pas conegudes |                            |               |          |